# スタニスワフ・ルボミルスキ (1583-1649)
スタニスワフ・ルボミルスキ（Stanisław Lubomirski, 1583年 - 1649年6月17日）は、ポーランド・リトアニア共和国の貴族（シュラフタ）。1647年より神聖ローマ帝国の諸侯（フュルスト）に叙せられ、「公」を称した。

## 生涯
1620年より王冠領宮廷肉切官及び国王秘書係を、1628年よりルーシ県知事を、1638年よりクラクフ県知事およびクラクフ市総督をそれぞれ務め、クジェピシュ、ニェポウォミツェ、スピシュ、サンドミェシュ、ソンチュおよびザトルの代官職を帯びた。
1609年スモレンスク包囲に参加した際、ルボミルスキは自分が知事を務めるクラクフ県から、自分の命令に従う規律のとれた軍事部隊を率いていた。彼の部隊は1620年代になってクラクフ周辺で略奪行為を始めたリソフチツィ部隊を撃退している。ヤン・カロル・ホトキェヴィチの死後、彼はレギメンタシュ（ヘトマンの下に位置する将軍）として1621年のホチムの戦いで部隊を率いた（モルダヴィア・マグナート戦争）。また1634年にはスタニスワフ・コニェツポルスキの後任としてウクライナで2度目の軍指揮を経験した。1635年、ストゥムスドルフの和約締結の際にはスウェーデン側のクロード・ダヴォー伯爵と友情を交わした。
ルボミルスキはイエズス会の影響力に反発した一方、敬虔なカトリック教徒であり、多くの聖職者たちの支援者にして聖職禄所有者であった。ヴワディスワフ4世をカルヴァン派の王女と結婚させようとする計画にも反対したし、国王自身が熱中する対トルコ戦争の計画にも反対姿勢を示した。またクラクフ県およびサンドミェシュで人気のあった政治家イェジ・ズバルスキの親しい友人であったが、ルボミルスキ自身が彼と同じ選挙区からセイムの代議員として何度か立候補したために、友情は決裂した。
彼は父親から豊かな遺産を相続したが、1613年アレクサンデル・オストログスキ公爵の娘で女子相続人のゾフィア・オストログスカと結婚したことにより、一族の財産をさらに富ませることになった。1642年までに、ルボミルスキは10の城、12の都市、300の村落と数多くの森、湖、製粉場さらには岩塩鉱脈を所有するに至り、当時の共和国で最も富裕なマグナートとなっていた。

## 引用
1. ↑  Turner, Jane (1996). The Dictionary of Art. Grove. p. 751. ISBN 1884446000. "Zofia Ostrogska."